# ФК Рубин (Казан)
ФК „Рубин“ (на руски: Муниципальное автономное учреждение «Футбольный клуб „Рубин“ е руски футболен клуб от град Казан, Татарстан. От 2003 г. играе в Руската Премиер Лига. Двукратен шампион на Русия. През 2009/10 участва в Шампионската лига и побеждава Барселона с 2:1. Въпреки това, отпада още в груповата фаза. На следващия сезон Рубин пак участва в Шампионската лига, но отново не преодолява груповата фаза.

## Предишни имена
| Години      | Име         |
| ----------- | ----------- |
| 1958 – 1964 | „Искра“     |
| 1964 – 1992 | „Рубин“     |
| 1992 – 1993 | „Рубин-ТАН“ |
| 1994 –      | „Рубин“     |

## История
Рубин е основан през 1958 под името Искра. В шампионата на Русия започва участието си в Първа дивизия, но през 1993 изпада във втора.

### 1996 – 2002
През 1996 съставът на казанци е подсилен, а треньор става Игор Волчок. Година по-късно отборът се връща в първа лига, след серия от 13 поредни победи. През 1998 отборът заема 7 позиция в лигата, но успехите са в купата на Русия, където Рубин достига 1/4 финалите. Въпреки това, Волчок е уволнен. На негово място идва Александър Ирхин, но скоро и той е уволнен, след разочароващото 7 място през сезон 1999. За кратко отбора поема Павел Садирин, но и той не се задържа много.
Преди началото на новия сезон отборът е напуснат от 15 играча. Новият треньор е Виктор Антихович трябва да вкара отбора в Премиер-лигата без някои от лидерите си. Отборът заема трето място, след Торпедо-ЗИЛ и Сокол Саратов. През 2001 след лош старт, Антихович подава оставка. Начело застава никому неизвестният тогава туркменистанец Курбан Бердиев. Отборът завършва на 8-а позиция. В началото на 2002 отбора е подсилен с Михаил Синев и Давид Чаладзе.

### 2003 – 2005
С 22 победи от 34 мача Рубин печели първа дивизия и за първи път играе в Руска Премиер Лига. Освен звездите Роман Шаронов, Денис Бояринцев и Андрей Фьодоров, Рубин е подсилен с Орландо Калисто, Томаш Чижек, Макбет Сибая и Иржи Новотни. Отборът започва зле, след загуба 4:0 от ЦСКА Москва, но скоро след това татарите правят фурор в шампионата и завършват на трета позиция.
През 2004 в отбора пристигат аржентинецът Алехандро Домингес и вратарят на Сатурн Валерий Чижов. В първите 7 кръга казанци не побеждават нито веднъж, а в края на сезона отбора е чак на 10 място. Същата година участва в турнира за Купата на УЕФА, но отпада от Рапид Виена. След слабото представяне на Рубин в шампионата, отборът е напуснат от редица лидери. Най-сериозните нови попълнения са ветеранът Георгий Кинкладзе и Дмитрий Василев. Освен тях се налагат и младите Ленар Гилмулин и Александър Бухаров. Отборът успява да завърши на четвърта позиция и участва в купата на УЕФА, където достига до 3 кръг.

### 2006 – 2010
През 2006 Рубин завършва на 5-о място. На 22 юни 2007 умира Ленар Гилмулин. Той успява да отбележи 1 попадение през сезона, срещу Локомотив Москва. През 2007 Рубин разочарова и завършва чак на 10 позиция. В началото на 2008 са привлечени опитните бойци Сергей Семак, Сергей Ребров, Саво Милошевич и Роман Шаронов. На вратата застава привлеченият от Локомотив Сергей Рижиков, а състава се допълва от чуждестранните звезди Гьоркениз Карадениз и Кристиян Ансалди. Отборът тръгва много силно – 7 победи в първите 7 кръга. Татарският тим не изпуска лидерството до края на шампионата. В 27 кръг с гол на Саво Милошевич отборът си осигурява титлата предсрочно. Така Рубин за първи път става шампион на Русия.
През 2009 в отбора се връща Алехандро Домингес. Привлечени са Сезар Навас и Алан Касаев. Татарите отново стават шампиони на Русия, а през есента участват в Шампионската лига. Там Рубин побеждава Барселона с 2:1 насред Камп Ноу. Голове са дело на Карадениз и Александър Рязанцев. Отборът завършва на 3-то място в групата и участва в Лига Европа. Там достига до 1/8 финал, но отпада от Волфсбург.
През 2010 Рубин печели суперкупата на Русия и отново участва в Шампионската лига. Казанци са в една група заедно с отборите на Копенхаген, Панатинайкос и Барселона. Рубин записва равенство 1:1 срещу Барса, но отпадат от турнира завършвайки на 3-то място в групата и получавайки право на участие в Лига Европа 2010/11 където отпада от Твенте. В Премиер-лигата Рубин завършва 3-ти, след Зенит и ЦСКА Москва.

### 2011 –
През сезон 2011/12 Рубин Казан участва в Шампионската лига, където отпада от Олимпик Лион в плейофите. В групите на Лига Европа е в компанията на ПАОК, Тотнъм, и Шамрок Роувърс. Завършва на 2-ро място и продължава напред в турнира. На 1/16 финалите се изправя срещу Олимпиакос и губи на два пъти с по 0:1.
В началото на 2012 тимът е напуснат от втория капитан Кристиян Нобоа, който преминава в Динамо. Рубин печели купата на страната в този сезон, като побеждава на финала Динамо Москва. Завършва на 6-о място в първенството, но благодарение на спечелената купа на страната си осигурява място в групите на Лига Европа за сезон 2012/13.
На 14 юли 2012 г. „Рубин“ побеждава „Зенит“ в мача за суперкупата на страната.

## Срещи с български отбори
„Рубин“ се е срещал с български отбори в приятелски срещи.

### „Лудогорец“
С „Лудогорец“ се е срещал един път в приятелски мач. Мачът се играе на 22 януари 2014 г. в турския курортен град Белек и завършва 1 – 1.

## Състав 2015/16
| №  | Пост | Играч              |
| -- | ---- | ------------------ |
| 1  | В    | Сергей Рижиков     |
| 2  | З    | Олег Кузмин        |
| 3  | З    | Елмир Набиулин     |
| 4  | З    | Маурисио Лемос     |
| 5  | З    | Соломон Квирквелиа |
| 7  | Н    | Игор Потнягин      |
| 8  | Х    | Максим Батов       |
| 10 | Х    | Карлос Едуардо     |
| 11 | Н    | Марко Девич        |
| 12 | В    | Александър Филцов  |
| 13 | В    | Алиреза Хагиги     |
| 14 | Х    | Диняр Билядетинов  |
| 15 | Х    | Сергей Кисляк      |
| 20 | Х    | Владимир Соболев   |
| 21 | З    | Гилермо Котуньо    |
| 22 | Н    | Владимир Дядиун    |

| №  | Пост | Играч               |
| -- | ---- | ------------------- |
| 27 | Х    | Магомед Оздоев      |
| 29 | Х    | Шота Бибилов        |
| 33 | З    | Инал Гетигежев      |
| 45 | В    | Тимур Акмурзин      |
| 49 | З    | Витали Устинов      |
| 61 | Х    | Гьокдениз Карадениз |
| 63 | Х    | Алишер Джалилов     |
| 65 | З    | Максим Жестоков     |
| 77 | Х    | Благой Георгиев     |
| 80 | З    | Егор Сорогин        |
| 85 | Х    | Илзат Ахметов       |
| 88 | З    | Руслан Камболов     |
| 91 | В    | Юри Нестеренко      |
| 93 | Х    | Алберт Шарипов      |
| 99 | Н    | Максим Канунников   |

## Успехи
Русия

### Национални
- Руска Премиер Лига
  -  Шампион (2): 2008, 2009
  -  Трето място (2): 2003, 2010
- Руска Първа Дивизия
  - Шампион (1): 2002
- Купа на Русия
  -  Носител (1): 2011/12
  -   Финалист (1): 2008/09
- Суперкупа на Русия
  -  Носител (1): 2002

### Международни
- Купа на съдружествата:
  -  Носител (1): 2010
- Лига Европа:
  - 1/4 финалист (1): 2012/13

### Неофициални
- Купа Ла Манга:
  -  Носител (2): 2005, 2006
- Купа Марбея:
  -  Носител (1): 2012
- Диамантена купа:
  -  Финалист (3): 2014

 СССР
Първа лига на СССР (2 ниво)
- 11-о място (1): 1975

Купа на СССР
- 1/8 финалист (2): 1967, 1969

## Известни играчи
- Сергей Семак
- Сергей Ребров
- Денис Бояринцев
- Макбет Сибая
- Саво Милошевич
- Александър Бухаров
- Алоизио
- Иржи Новотни
- Кристиян Нобоа
- Алехандро Домингес
- Томаш Чижек
- Роман Шаронов
- Михаил Синев
- Андрес Скоти
- Кристиян Ансалди
- Орландо Калисто
- Андрей Фьодоров

## Български футболисти
- Благой Георгиев: 2014/16 (37 мача - 1 гол)
- Ивелин Попов: 2018-наем (9 мача - 4 гола)
- Димитър Митков: 2023 (11 мача - 0 гола)